# Orgasme

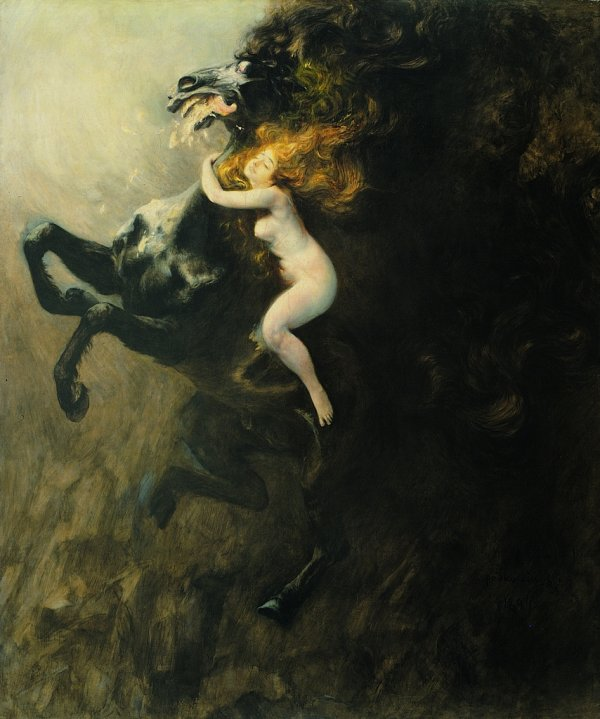
El frenesí de les exaltacions (1894), obra de Władysław Podkowiński

L'orgasme (del grec ὀργασμός) és el punt culminant de l'excitació sexual que ve precedit per la fase d'excitació i fase d'altiplà en la resposta sexual humana. S'hi allibera la tensió sexual acumulada durant les fases precedents i s'hi experimenta una gran sensació de plaer en la zona genital.
L'orgasme l'experimenten tant els mascles com les femelles, i està controlat pel sistema nerviós autònom. Els orgasmes estan associats a altres accions involuntàries, que poden incloure espasmes musculars en múltiples àrees del cos, una sensació d'eufòria general i, freqüentment, moviments del cos i vocalitzacions. El període després de l'orgasme (conegut com a període refractari) acostuma a ser relaxant a causa de la segregació de neurohormones, oxitocina i prolactina, i també d'endorfina.
L'orgasme humà, normalment, és el resultat de l'estimulació sexual del penis en el cas dels homes (típicament acompanyada d'una ejaculació), i del clítoris en el cas de les dones. L'estimulació sexual pot ser tant per pràctica pròpia (masturbació) com amb parella (ja sigui coit, sexe sense penetració o bé altres activitats sexuals o eròtiques). Independentment de la manera com s'arriba a l'orgasme, la resposta del cos és la mateixa. Per contra, el nivell de plaer i intensitat experimentat en un orgasme no és sempre el mateix, depenent de la forma com s'hi ha arribat, ja sigui en parella, grup, o situacions, entre altres variables.
L'orgasme en els animals s'ha estudiat significativament menys que l'orgasme en els éssers humans.

## Definició clínica
En un context clínic, un orgasme es defineix estrictament com les contraccions musculars experimentades durant l'activitat sexual, juntament amb els patrons característics de canvi del ritme cardíac, de la pressió sanguínia, i sovint, el ritme respiratori i la seva profunditat. Es descriu com una descàrrega de la tensió acumulada durant el cicle de l'acte sexual, resultant en contraccions musculars rítmiques en la regió pelviana. Nogensmenys, les definicions d'orgasme poden variar i no hi ha un consens general. La publicació Clinical Psychology Review ha identificat almenys vint-i-sis definicions d'orgasme.

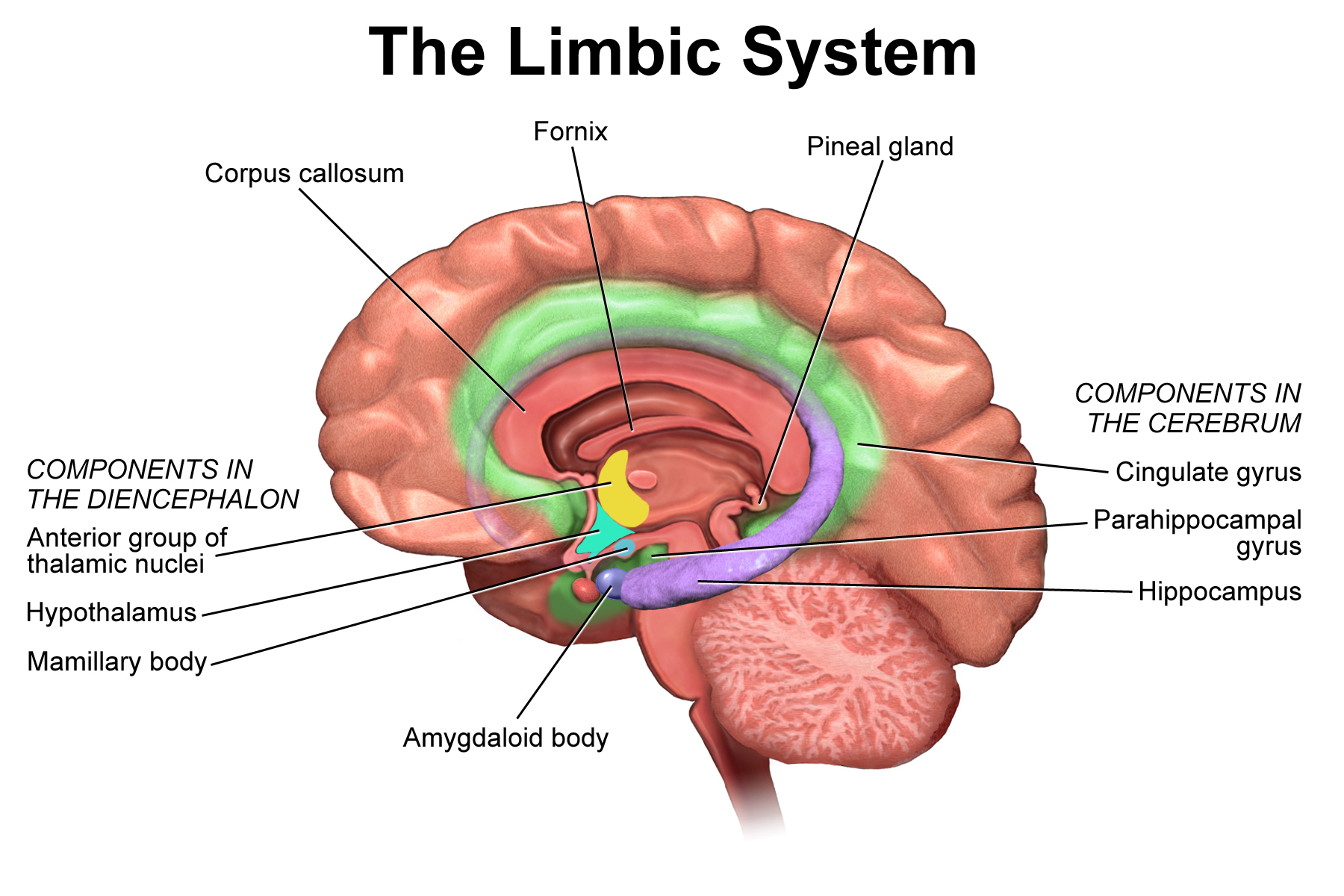
Sistema límbic: centre de control de l'orgasme.

Hi ha debat sobre si certs tipus de sensacions sexuals haurien de ser classificades com a orgasmes o no, incloent-hi els orgasmes femenins causats per la sola estimulació del punt G i els d'orgasmes prolongats o continus que poden durar diversos minuts o fins i tot una hora. La qüestió se centra al voltant de la definició clínica d'orgasme, però aquest punt de vista de l'orgasme és purament psicològic, mentre que hi ha d'altres de definicions que abracen perspectives psicològiques, endocríniques i neurològiqes. En aquests i en altres casos similars, les sensacions són subjectives i no inclouen necessàriament les contraccions involuntàries típiques dels orgasmes. No obstant això, les sensacions en ambdós sexes són extremadament plaents i es poden percebre en tot cas causant un estat mental que sovint es descriu com transcendental amb la vasocongestió i el plaer associat a un orgasme amb contraccions normal. Per exemple, investigacions recents diferencien entre ejaculació i orgasme masculí. Per aquesta raó, hi ha falta de consens sobre com es pot definir un orgasme de manera acurada.

## Aspectes fisiològics
Masters i Johnson van ser uns dels primers investigadors que van estudiar el cicle de resposta sexual a la dècada dels anys seixanta, basant-se en l'observació de 382 dones i 312 homes. En el seu treball van diferenciar 4 fases de resposta a l'estimulació sexual humana: l'excitació, l'altiplà, l'orgasme i la resolució. L'orgasme és la penúltima fase del cicle de la resposta sexual i consisteix en un breu episodi d'alliberament físic que succeeix a l'augment previ de la tensió muscular, de la congestió sanguínia pelviana i de la sensació corporal d'excitació amb percepció subjectiva d'aquest clímax. Aquest alliberament energètic s'evidencia per descàrregues musculars rítmiques en l'àmbit genital i perineal, encara que també impliquen la resta del cos en aquesta sensació. Aquestes contraccions són summament plaents per a ambdós sexes i produeixen una sensació d'alleujament i relaxació. En el seu treball van descriure que al principi del cicle sexual hi ha l'excitació, durant aquesta fase la sang acudeix a la zona genital i a les zones molt innervades del plexe nerviós perineal, en el qual es produeix una intensa excitació pelvicoperitoneal a l'abdomen inferior, una mena de peritonisme fisiològic. Alguns experts s'inclinen a pensar que és el fenomen final de l'estimulació contínua d'un reflex nerviós de la mateixa medul·la i que produeix un relax plaent per l'excitació particular d'un tipus de neurones especialitzades espinotalàmiques, localitzades a la regió lumbar-sacre-coxígea, zona molt innervada i irrigada. L'orgasme seria el resultat final del clímax explosiu d'una relació sexual, que produeix una sensació de d'alliberament sobtat i plaent després d'un punt gairebé insuportable i irrefrenable d'aquesta tensió sexual, acumulada i guardada de manera contínua des que s'inicia l'excitació.
A la dècada dels anys setanta, Helen Singer Kaplan va afegir el desig com a part d'aquest cicle, i assegurava que era el que precedia l'excitació sexual. Es va adonar que les emocions d'ansietat, d'una actitud defensiva i de falta de comunicació poden interferir amb el desig i, per tant, amb l'orgasme. A finals dels anys vuitanta i en endavant, Rosemary Basson va proposar una alternativa més cíclica del que havia estat vist com una resposta lineal. En el seu model, el desig alimenta l'excitació sexual i l'orgasme, que al seu torn alimenta la resta del cicle orgàsmic. En aquest model, en comptes que l'orgasme sigui la cúspide de l'experiència sexual, és només un punt en el cicle i la gent podria sentir-se satisfeta sexualment en qualsevol moment, fet que redueix el focus en el clímax com un objectiu final de tota activitat sexual.
El desenllaç de l'orgasme en l'home dona lloc a l'ejaculació o fase expulsora del semen. Un cop desencadenada l'ejaculació, pel que sembla, el cervell no enviaria senyals específics a les glàndules seminals ni al penis perquè el semen surti expulsat, sinó que aquest seria el producte d'una resposta reflexa d'aquests plexes. El curs de l'orgasme genera sensacions pròpies d'una explosió plaent que, una vegada desencadenada, produeix un plaer molt intens.

### En els homes
Quan un home s'aproxima a l'orgasme mitjançant l'estimulació del penis, sent una intensa i plaent sensació polsant d'eufòria neuromuscular. Aquests pols comencen amb un batec de l'esfínter anal i els arriben fins a la punta del penis. Amb el temps les pulsions augmenten en velocitat i intensitat en apropar-se l'orgasme, fins que s'arriba a un "altiplà" final de plaer sostingut (l'orgasme) durant diversos segons. La durada de l'orgasme d'un home s'ha estimat en 10 a 15 segons de mitjana, encara que és possible que durin fins a 30 segons.
Durant l'orgasme, l'home experimenta ràpides i rítmiques contraccions de l'esfínter anal, la pròstata i els músculs del penis. El semen es transmet fins al conducte deferent als testicles, a la glàndula prostàtica, a través de la vesícula seminal per produir el que es coneix com a esperma. La pròstata produeix una secreció que forma un dels components de l'ejaculació. Excepte en els casos d'orgasme sec, la contracció de l'esfínter i la pròstata expel·leix el semen emmagatzemat a través de l'obertura del penis. El procés pot durar des de tres fins a deu segons i produeix una sensació plaent. L'ejaculació pot continuar durant uns quants segons més, mentre que la sensació d'eufòria va desapareixent. Normalment, a mesura que un home es fa gran, la quantitat de semen que ejacula disminueix i, per tant, també ho fa la duració dels orgasmes sense afectar la seva intensitat. Després de l'ejaculació, comença un període refractari, durant el qual un home no pot tenir un altre orgasme. Aquest període pot durar des de menys d'un minut fins a algunes hores o dies, depenent de l'edat i altres factors individuals.

### En les dones

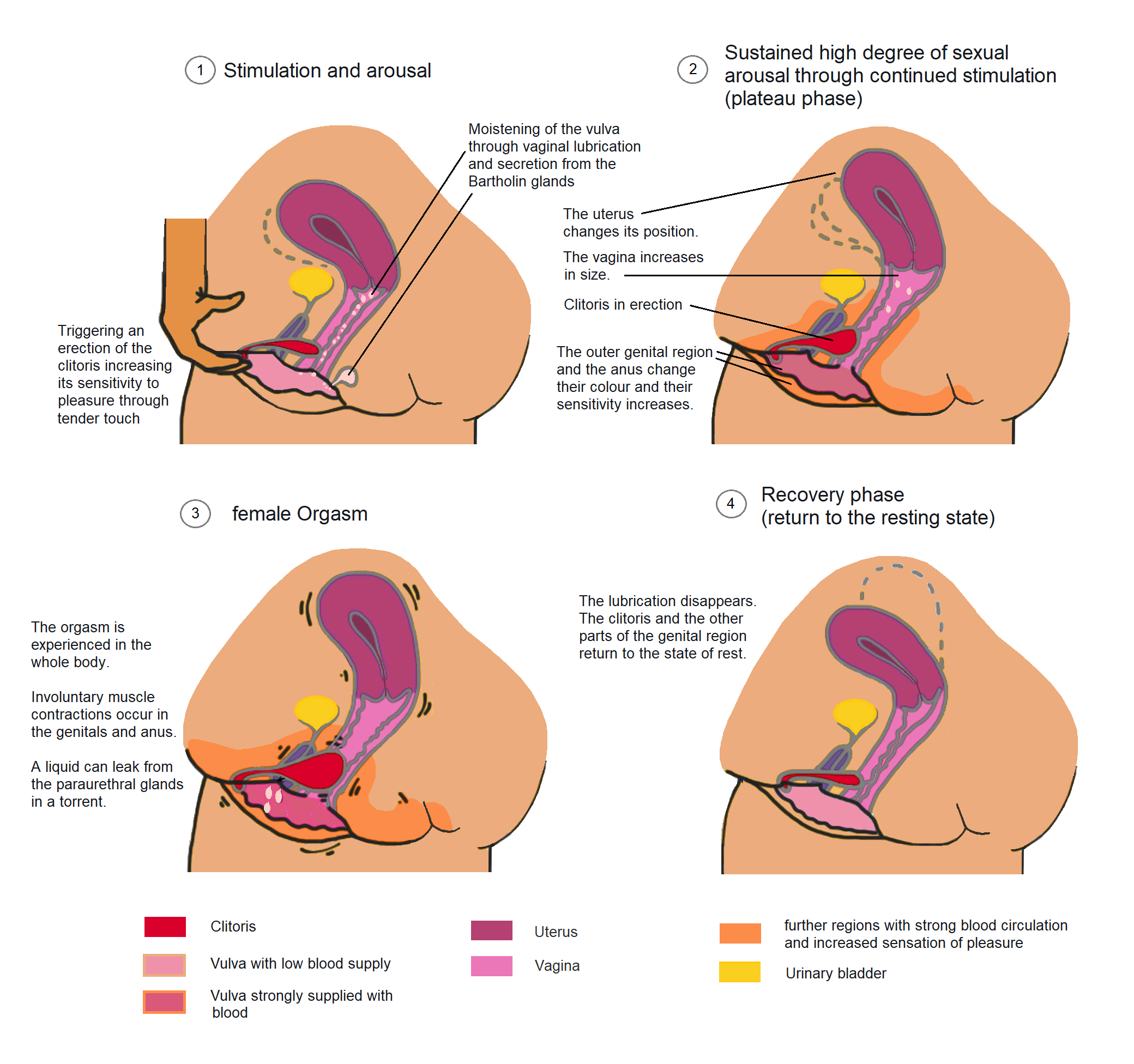
Representació esquemàtica de les fases de l'excitació sexual i l'orgasme femení.

Els orgasmes en les dones poden durar lleugerament més o molt més que l'orgasme en un home. S'ha estimat que els orgasmes en dones poden durar, de mitjana, aproximadament 20 segons, i consisteix en una sèrie de contraccions musculars en la regió pelviana incloent la vagina, l'úter i l'anus. Per algunes dones, en algunes ocasions, aquestes contraccions comencen tan aviat com l'orgasme i continuen a intervals d'aproximadament un segons incrementant i reduint la intensitat. En alguns casos, les sèries de contraccions regulars són seguides per unes quantes contraccions addicionals o estremiments a intervals regulars. En altres casos, la dona pot tenir un orgasme sense cap contracció pelviana.
Els orgasmes en dones van precedits per l'erecció del clítoris i la humectació de l'obertura de la vagina. Algunes dones presenten ruberacio sexual, un envermelliment de la pell a la major part del cos a causa de l'augment del flux sanguini a la pell. Quan una dona s'acosta a l'orgasme el gland del clítoris es desplaça cap a l'interior sota del caputxó del clítoris i els llavis menors (labia minora) es tornen més foscs. A mesura que l'orgasme es torna imminent, el terç exterior de la vagina es contreu i s'aprima mentre que en general la vagina s'allarga i es dilata i es congestiona de teixit tou congestionat. En una altra part del cos, els miofibroblasts del mugró areolar complex es contrauen, causant l'erecció dels mugrons i la contracció del diàmetre areolar, aconseguint el seu màxim en l'inici de l'orgasme. Una dona experimenta l'orgasme complet quan el seu úter, la vagina, l'anus i els músculs pelvians se sotmeten a una sèrie de contraccions rítmiques. La majoria de les dones troben aquestes contraccions molt agradables.

## Arribada a l'orgasme
Es pot arribar a l'orgasme amb una gran varietat d'activitats. En el cas dels homes, es pot aconseguir la suficient estimulació al penis mitjançant la pràctica del coit vaginal o anal, sexe oral (fel·lació) o mitjançant masturbació o sexe sense penetració. Per a les dones, es pot arribar a la suficient estimulació sexual mitjançant el coit vaginal, sexe oral (cunnilingus) o mitjançant masturbació o sexe sense penetració. També es pot arribar a l'orgasme mitjançant l'ús de joguines sexuals, com ara vibradors o electroestimuladors eròtics. També es pot aconseguir mitjançant l'estimulació dels mugrons, l'úter o altres zones erògenes encara que és menys comú. A més d'arribar-hi mitjançant l'estimulació física, s'hi pot arribar mitjançant únicament excitació psicològica, com durant els somnis eròtics (pol·lució nocturna d'homes o dones) o el control de l'orgasme. Els orgasmes originats únicament mitjançant estimulació psicològica van ser descrits per primer cop entre persones amb lesions de medul·la espinal. Tot i que les lesions de medul·la espinal solen comportar la pèrdua de certes sensacions i altera la percepció d'un mateix, una persona amb aquestes alteracions no deixa de tenir impulsos sexuals com l'excitació sexual i els desitjos eròtics.

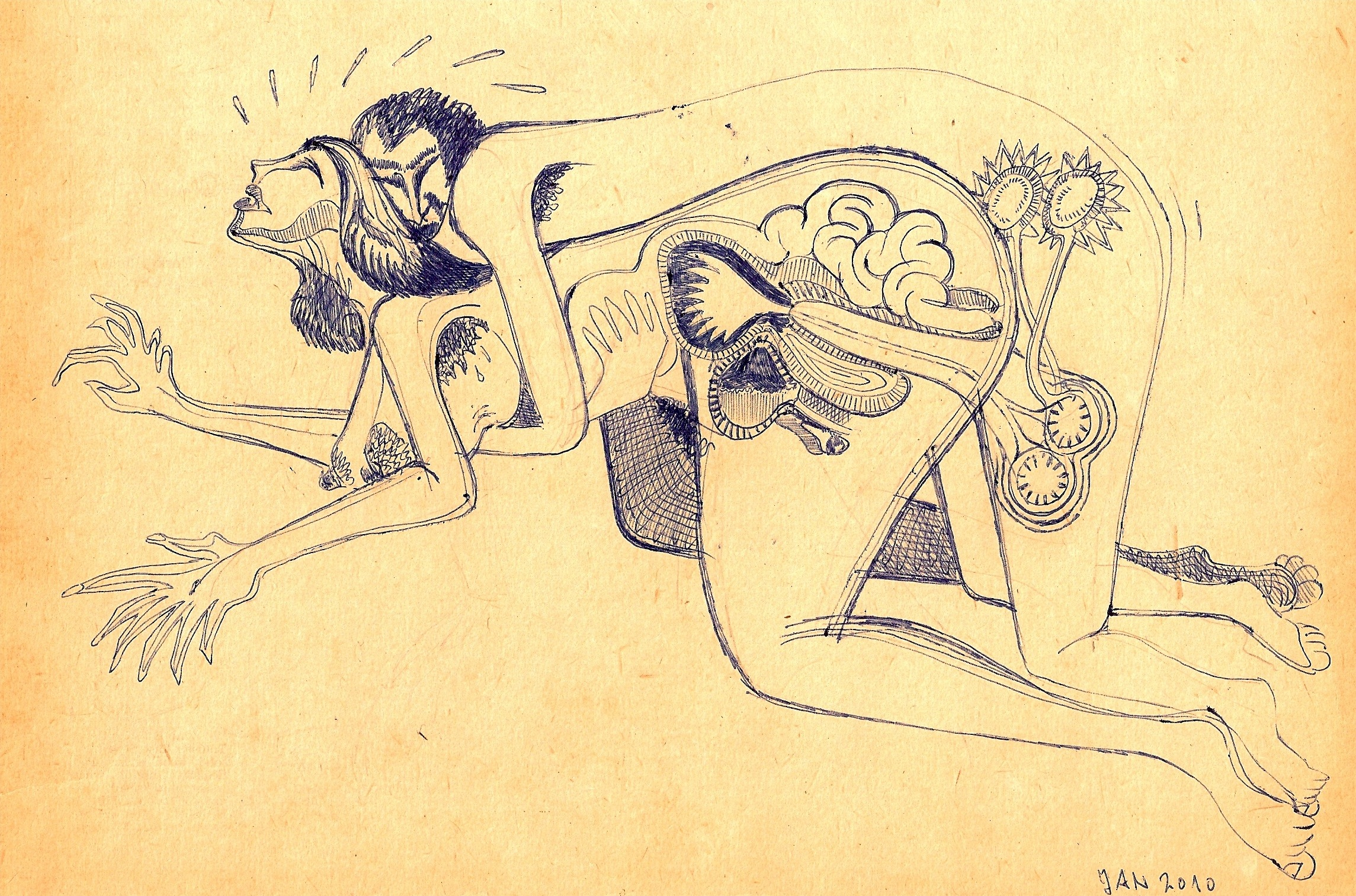
El mecanisme d'un orgasme, dibuix humorístic (2010).

Una persona pot experimentar orgasmes múltiples, o orgasme involuntari com en el cas d'un contacte sexual forçat (durant una violació o una agressió sexual). Un orgasme involuntari d'un contacte sexual forçat sol tenir com a conseqüència sentiments de vergonya causada per la internalització de les actituds alienes com culpar la víctima. la incidència d'aquells que han tingut una experiència sexual no sol·licitada i que han experimentat un orgasme és molt baixa, a més hi ha la possibilitat que no es denunciïn molts d'aquests casos per vergonya. Aquests casos es donen indiferentment del gènere de la víctima.
La literatura científica se centra en la psicologia de l'orgasme femení més que en el masculí, cosa que «sembla reflectir la suposició que l'orgasme femení és psicològicament més complex que l'orgasme masculí », però «la poca evidència empírica disponible suggereix que l'orgasme masculí i femení poden tenir més similituds que diferències. En un estudi controlat de Vance i Wagner (1976), els avaluadors independents no podien diferenciar descripcions escrites de les experiències d'orgasme masculí comparat amb el femení».

### En els homes

#### Variables generals
En els homes, la forma més comuna d'arribar a l'orgasme és mitjançant l'estimulació física del penis. Sol estar acompanyat de l'ejaculació però és possible, encara que estrany, tenir orgasmes sense ejaculació (coneguts com a orgasme sec) o ejacular sense arribar a l'orgasme (que pot ser un cas d'ejaculació retardada, pol·lució nocturna o un cas d'anorgàsmia). Els homes també poden arribar a l'orgasme mitjançant l'estimulació de la pròstata.

#### Model de dos estadis
El punt de vista tradicional és que hi ha dos estadis en els orgasmes masculins: l'ejaculació seguida d'orgasme gairebé instantàniament seguit per un període refractari (cosa que impedeix que l'home tingui diversos orgasmes seguits). El 1996, Masters i Johnson van publicar investigacions essencials sobre les fases de l'estimulació sexual; a diferència de l'estudi publicat per Alfred Kinsey el 1948 i 1953, aquest treball incloïa estudis en homes i en dones i va tractar de determinar els estats fisiològics abans i després de l'orgasme. Masters i Johnson defensaven que, en el primer estadi «els òrgans accessoris es contrauen i l'home pot sentir arribar l'ejaculació, dos o tres segons després aquesta es produeix, i en aquest punt l'home no la pot constrènyer, retardar o retreure de cap manera»., contràriament a les dones, «per als homes, la fase de resolució inclou un període refractari» i l'estudi afegeix que «alguns homes menors de 30 anys, encara que no molts, tenen l'habilitat de d'ejacular freqüentment i tenen curts períodes refractaris durant la fase de resolució». Màsters i Jonhson han equiparat l'orgasme masculí i l'ejaculació i mantenen la necessitat d'un període refractari entre orgasmes.

#### Orgasme subsegüent i orgasmes múltiples
El model orgàsmic de Kahn (1939) va igualar l'orgasme i l'ejaculació i va establir que es poden tenir diversos orgasmes i que «de fet, alguns homes són capaços d'enllaçar un orgasme amb un altre i un de tercer i un de quart». Encara que és estrany en homes aconseguir orgasmes múltiples, l'afirmació de Kahn es recolza en homes que han tingut orgasmes múltiples i consecutius tot reduint el període refractari. Alguns homes es poden masturbar durant hores, arribant a l'orgasme diverses vegades. Molts homes que comencen a masturbar-se o a tenir activitat sexual abans de l'adolescència són capaços d'aconseguir múltiples orgasmes sense ejaculació. Algunes proves indiquen que els orgasmes dels homes abans de la pubertat són qualitativament similars a l'experiència normal de l'orgasme femení, ja que no hi ha ejaculació ni període refractari, la qual cosa suggereix que els canvis hormonals que ocorren en la pubertat tenen una forta influència en l'orgasme masculí.
Es creu que un augment de la producció de l'hormona oxitocina durant l'ejaculació és la principal responsable del període refractari, i la quantitat en què aquesta hormona s'incrementa pot afectar la durada del període refractari. Un altre compost químic considerat el responsable del període refractari masculí és la prolactina, que reprimeix la dopamina, responsable de l'excitació sexual. Per això hi ha un interès experimental en drogues que inhibeixen la prolactina, com la cabergolina (també coneguda com a Cabeser o Dostinex). Informes anecdòtics sobre la cabergolina suggereixen que es pot eliminar el període refractari, permetent als homes experimentar orgasmes múltiples ejaculatoris en una ràpida successió. Almenys un estudi científic dona suport a aquestes proves, malgrat que la caragolina és una medicació que altera les hormones i té molts efectes secundaris potencials. No s'ha aprovat per tractar la disfunció erèctil. Una altra raó per la falta o absència del període refractari és un augment en la producció d'oxitocina. Es creu que la quantitat en què es produeix afecta la durada de cada període refractari. El 1995 es va dur a terme a la Universitat Rutgers un estudi que va aconseguir documentar orgasmes múltiples naturals i amb ejaculació completa en homes adults. Durant l'estudi, es van experimentar 6 orgasmes amb ejaculació completa en 36 minuts, sense aparent període refractari. Més tard, P. Haake et al. observaren un únic subjecte masculí que tenia múltiples orgasmes sense una resposta elevada de prolactina.
En els últims anys, cert nombre de llibres han descrit nombroses tècniques que diuen permetre a l'home arribar a orgasmes múltiples. La major part dels homes multiorgàsmics (i les seves parelles) informen que refrenar l'ejaculació dona com a resultat un estat postorgàsmic molt més energètic. Una tècnica per retardar l'ejaculació és exercir pressió al perineu, a mig camí entre l'escrot i l'anus, just abans de l'ejaculació. Tanmateix, això pot portar a ejaculació retrògrada, per exemple, redirigint el semen a la bufeta urinària en comptes de sortir cap a l'exterior per la uretra. També pot causar danys a llarg termini per la pressió que s'exerceix en els nervis i vasos sanguinis del perineu, semblant al que tenen alguns homes que caminen amb bicicleta amb seients estrets durant llargs períodes. Els homes que han estat operats de la pròstata o de la bufeta, per alguna raó, poden experimentar orgasmes secs causats per ejaculació retrògrada.
Altres tècniques són anàlogues als informes de dones multiorgàsmiques, indicant que s'han de relaxar i deixar-se anar per experimentar múltiples orgasmes. Aquestes tècniques inclouen control físic i mental sobre les emissions i la vasocongestions pre-ejaculatoria a més de forçar la retenció o les contraccions ejaculatòries. Anecdòtica, la implementació reeixida d'aquestes tècniques poden donar lloc a continus o múltiples orgasmes "de cos sencer".

### En les dones

#### Variables generals

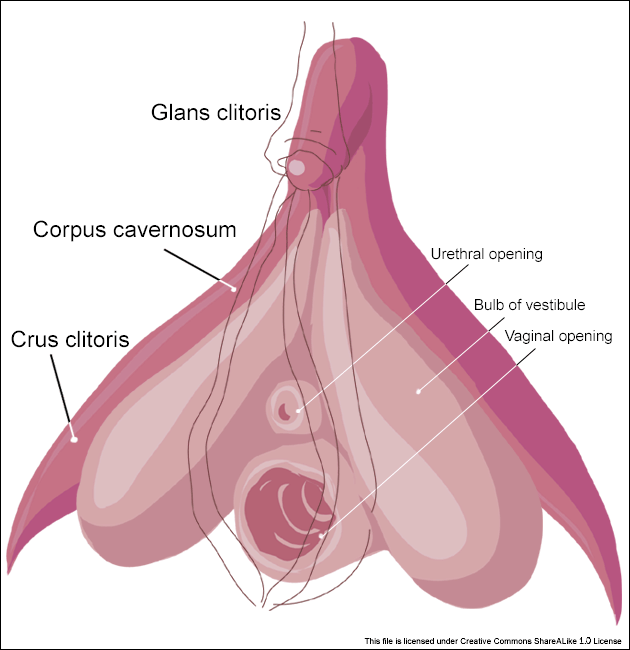
Representació esquemàtica del clítoris amb les parts de l'òrgan amagades sota els llavis.

La majoria de les dones, 70-80% en les estadístiques generals, requereix estimulació clitoriana directa (pot ser manual, oral o una altra fricció concentrada contra la part externa del clítoris) per arribar a l'orgasme, encara que l'estimulació indirecta del clítoris (per exemple via penetració vaginal) també pot ser suficient. la Clínica Mayo va declarar, els orgasmes varien en intensitat, i cada dona té diferents freqüències en els orgasmes i en la quantitat d'estimulació necessària per aconseguir-los. Els orgasmes clitoridis són més fàcils d'aconseguir perquè el gland del clítoris, o el clítoris en si, té més de 8.000 terminacions nervioses, tantes o més que el penis humà, així com més que qualsevol part del cos humà. Com que el clítoris és homòleg al penis, és equivalent en la seva capacitat de rebre estimulació sexual. Envolta la vagina en una forma semblant a una ferradura, amb potes que s'estenen al llarg dels llavis vaginals i fins i tot fins a l'anus.
Un concepte erroni, especialment en algunes publicacions d'investigació, és que la vagina és completament insensible. No obstant això, hi ha àrees a la paret vaginal anterior i entre la unió superior dels llavis menors i la uretra que són especialment sensibles. Pel que fa a densitat específica de terminacions nervioses, mentre que l'àrea comunament descrita com el punt G pot produir un orgasme, aquest es troba en l'esponja uretral, al " sostre" de la vagina i pot crear sensacions de plaer quan és estimulat. L'intens plaer sexual i l'orgasme per l'estimulació vaginal és ocasional, ja que la vagina té significativament menys terminacions nervioses que el clítoris. Go Ask Alice ! Informa que tot i que el coit vaginal dona un sentiment satisfactori de plenitud o proximitat amb el company sexual, les parets vaginals contenen relativament poques terminacions nervioses, fent que l'estimulació sexual intensa, el plaer i l'orgasme amb només penetració vaginal siguin improbables. Generalment, només el terç inferior de la vagina (la paret anterior, al costat de l'entrada) té suficients nervis per sentir estimulació.
L'educadora sexual Rebecca Chalker va declarar que només una part del clítoris, l'esponja uretral, està en contacte amb què el pugui estimular des de la vagina. Hite i Chalker afegeixen que la punta del clítoris i els llavis menors, que també són molt sensibles, no reben estimulació directa durant el coit. És per això que algunes parelles s'acoblen amb la dona sobre o usant la tècnica d'alineament coital per maximitzar l'estimulació clitoriana. Per algunes dones, el clítoris és molt sensible després del clímax, fent l'estimulació addicional inicialment dolorosa.
Masters i Johnson van afirmar que totes les dones són potencialment multiorgàsmiques, però els homes multiorgàsmics són poc comuns, i van declarar que la dona és capaç de tornar a l'orgasme immediatament després d'una experiència orgàsmica, si es torna a estimular abans que les tensions baixin de la fase plateau dels nivells de resposta. Encara que generalment les dones no experimenten període refractari i poden tenir un orgasme addicional o múltiples orgasmes, ràpidament després del primer, algunes fonts declaren que tant homes com dones tenen període refractari, ja que les dones també tenen un període després de l'orgasme en el qual més estimulació no produeix excitació. Després de l'orgasme inicial, els orgasmes subsegüents en la dona poden ser més forts o més plaents per l'estimulació acumulada.

#### Categories vaginal i clitoridi
Les anàlisis de l'orgasme femení són complicats i són típicament dividits en dues categories: orgasme clitoridi i orgasme vaginal (punt G). Lades, Whipple i Perry van proposar tres categories: el tipus "tenting" (derivat de l'estimulació del clítoris), el tipus "A-frame" (derivat de l'estimulació vaginal), i el tipus barrejat (derivat de l'estimulació del clítoris i vaginal), Whipple i Komisaruk proposar més tard que l'estimulació del cèrvix indueix un quart tipus d'orgasme, encara que els orgasmes aconseguits per altres mitjans que l'estimulació del clítoris o la vagina són menys freqüents en la literatura científica i molts científics mantenen que no s'ha de fer distinció entre tipus d'orgasme femení. Aquesta distinció comença amb Sigmund Freud, qui postulava el concepte d'orgasme vaginal com un separat de l'orgasme clitoridi. El 1905, Freud va declarar que els orgasmes clitoridis són un fenomen purament adolescent i que en arribar la pubertat, la resposta adequada d'una dona madura és tendir cap als orgasmes vaginals, és a dir, sense cap estimulació del clítoris. Encara que Freud no proveïa cap prova per a aquesta suposició bàsica, les conseqüències d'aquesta teoria van ser considerables. Moltes dones es van sentir inadequades quan no aconseguien arribar a l'orgasme únicament per via vaginal, incloent poca o cap estimulació del clítoris, ja que la teoria de Freud feia de la relació penis-vagina el component central de la satisfacció sexual de la dona.
Les primeres enquestes nacionals als Estats Units sobre el comportament sexual van ser l'Informe Kinsey. Alfred Kinsey va ser el primer investigador a criticar durament les idees de Freud sobre la sexualitat i l'orgasme femenins, ja que a través de les seves entrevistes amb milers de dones, Kinsey va descobrir que la majoria de les entrevistades no podien tenir orgasmes vaginals. Ell criticava Freud i altres teòrics de projectar construccions sexuals masculines sobre la dona i va veure el clítoris com el principal centre de la resposta sexual i la vagina com relativament poc important per a la satisfacció sexual, ja que poques dones s'insereixen dits o objectes a la vagina quan es masturben. Conclou que la satisfacció per penetració és principalment psicològica o potser com a resultat de la sensació referida.
Masters i Johnson van investigar a la resposta sexual femenina, com també ho va fer Shere Hite; ambdues investigacions donaven suport, en general, als descobriments de Kinsey sobre l'orgasme femení. Aquests treballs es van dur a terme durant la segona onada del feminisme i van inspirar feministes com Anne Koedt a parlar sobre la falsa distinció entre els orgasmes vaginals i clitoridis i sobre que la biologia femenina no s'analitza amb propietat.

#### Orgasmes vaginals i clitoridis
Tot i que la vagina és capaç de produir orgasmes, continua sent objecte de debat pel seu baix nivell de concentració de terminacions nervioses, per la inconsistència de la localització del punt G o fins i tot per no aparèixer en algunes dones, i per ser una extensió d'una altra estructura (com la glàndula de Skene o el clítoris, que és una part d'aquesta glàndula). La informació dels mitjans públics porten a un a pensar que el punt - G és una entitat ben caracteritzada capaç de proveir extrema estimulació sexual, encara que està molt lluny de la realitat, van declarar els acadèmics Kilchevsky, Vardi, Lowenstein i Gruenwald en un article de Journal of Sexual Medicine  el 2012. Masters i Johnson van ser els primers investigadors que van determinar que les estructures del clítoris envolten i s'estenen al llarg i a l'interior dels llavis. A més van observar que la majoria dels subjectes femenins, només poden tenir orgasmes clitoridis, i van descobrir que els orgasmes clitoridis vaginals tenen els mateixos estadis de resposta física. Basant-se en això, van argumentar que l'estimulació del clítoris és la base de tots dos orgasmes, ja que el clítoris s'estimula durant la penetració per la fricció contra el seu caputxó, encara que la teoria que el clítoris rep suficient estimulació d'aquesta manera ha estat criticada per investigadors com Elisabeth Lloyd.
La investigació de 2005 de la uròloga australiana Helen O'Conell indica una connexió entre els orgasmes vaginals i clitoridis, suggerint que el teixit clitoridi s'estén al llarg de la paret anterior de la vagina, per la qual cosa els orgasmes vaginals i clitoridis tenen el mateix origen. Mentre que alguns estudis, usant ultrasons, han trobat proves fisiològiques del punt G en dones que han tingut orgasmes, O'Connell sosté que la relació connectada del clítoris amb la vagina és l'explicació fisiològica del conjecturat punt G. L'ús de ressonància electromagnètica va permetre veure amb més claredat la relació entre les potes o arrels del clítoris i el teixit erèctil.

## Aspectes històrics

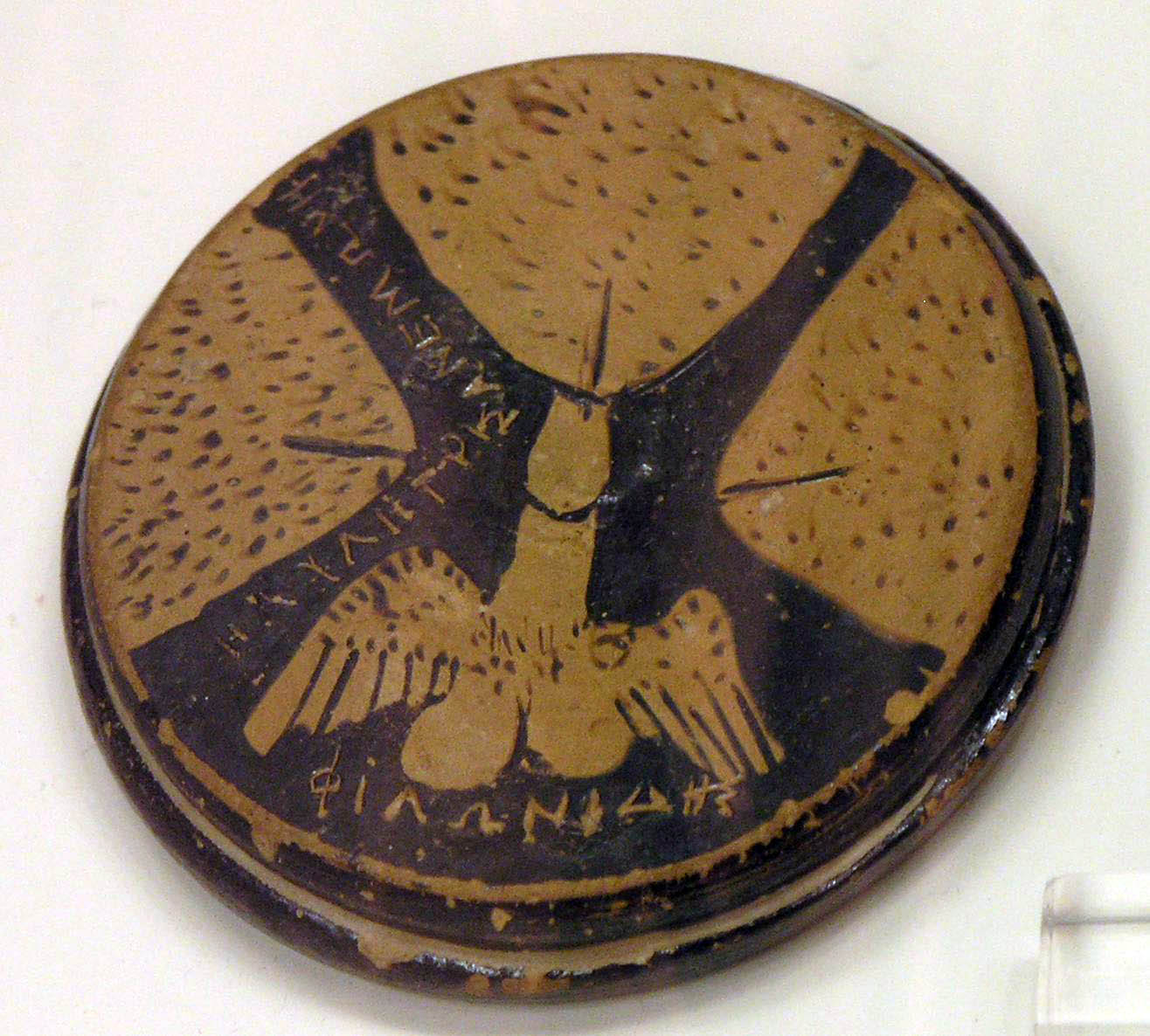
Tapa de ceràmica amb figures vermelles; tres òrgans sexuals femenins i un fal·lus alat. Hi ha inscrits tres noms: Philonides (masculí), Auletria i Anemone (tots dos femenins). Origen desconegut, ca. 460-425 aC. Museu Arqueològic Nacional d'Atenes.

### Antiguitat
Els antics grecs donaven un alt valor a l'orgasme, no important si aquest s'aconseguia a través de la masturbació o del sexe homosexual, o heterosexual. Els romans reservaven l'orgasme a l'home, no era desitjat que les dones tinguessin sentiments agradables en l'acte sexual. Un home que ajudava la seva dona a arribar a l'orgasme amb tècniques com el cunnilingus era vist com a impotent.
No obstant això, en diverses cultures, entre les quals també la grega i la romana, s'ha comprovat l'existència d'objectes que ajudaven la dona a arribar a l'orgasme, la majoria, en forma de fal·lus. Els primers es van trobar al Pakistan i daten del voltant del 4000 aC. A Egipte, l'orgasme femení va tenir una gran importància ritual, per exemple, en la festa d'Isis.

### Edat mitjana i edat moderna
Els tabús sexuals que es van difondre en la moral de l'edat mitjana i en certs grups culturals que influeixen fins avui, van derivar de les religions que van assumir el neoplatonisme com a criteri d'interpretació, just en tals ideologies és on el corpori, material i genital era l'oposat al bo, celeste i espiritual donant lloc a la seva pròpia idea del sexe. L'orgasme, sobretot el femení, no era vist com una cosa "natural" sinó com a material, maligna, corpòria i per a alguns diabòlica. La primera descripció de l'orgasme fou donada per Hildegarda de Bingen.
A partir del segle xv és documentat que els metges europeus es van valer de l'ajuda manual perquè les dones amb malalties catalogades com "histèria" (per exemple, nerviositat i mals de cap) poguessin aconseguir l'orgasme. Al segle xix aquestes pràctiques van disminuir atès que es van començar a comercialitzar una altra vegada aparells com els primers vibradors. En el mateix segle, la literatura medicinal esmentava diverses vegades l'orgasme femení i el descrivia, erròniament, com a necessari per a una concepció reeixida. A França era comuna l'expressió la petite mort, la petita mort, per referir-se a l'orgasme femení.

### Segle XX
Els canvis en les concepcions morals, la disminució de la influència de l'Església i millors mètodes científics van fer possible investigar el fenomen de manera més profunda i van ajudar a destabuizarlo.

#### Sigmund Freud i Wilhelm Reich
El psicoanalista Sigmund Freud, un dels pioners de la psicoanàlisi, va tenir un paper important en l'establiment de la sexualitat com a objecte d'estudis científics seriosos. Segons ell, la tensió sexual (libido) incompleta era la responsable de les malalties psicològiques, mentre que des de la sublimació d'aquesta resultaven els assoliments culturals de l'home. No obstant això, Freud no li va concedir massa importància a l'orgasme mateix.
A partir de mitjans de la dècada del 1920, l'alumne de Freud Wilhelm Reich va investigar la capacitat d'aconseguir l'orgasme. El 1927 va escriure la primera monografia sobre el tema, La funció de l'orgasme. En aquest treball va proposar utilitzar la potència orgàsmica com a indicador per a la salut mental, basant-se en les seves experiències com a terapeuta i estudis empírics. Les malalties neuròtiques, segons Reich revelaven una impotència de viure un orgasme "complet ", el que bloquejava a la libido. Com a meta per guarir aquestes patologies, va proposar aconseguir que el pacient accepti el "reflex" de l'orgasme. Aquests estudis el van portar una dècada més tard cap a la vegetoterapia, que incloïa ment i cos.
En els anys 1950 altres psicòlegs van desenvolupar variants d'aquest tipus de teràpia, inclòs tècniques com el ioga, el qual havia estat desaprovat per Reich, ja que aquest segons ell anava dirigit cap a un major autocontrol, el que just buscava evitar. Un exemple és el neotantra de Margot Anand, una alumna d'Osho. Un alumne de Reich, Alexander Lowen, va modificar la seva vegetoterapia sense recórrer a tècniques exòtiques, arribant fins a l'anàlisi bioenergètic. Cap d'aquests tipus de psicoteràpia van tenir com a meta la recuperació de la "potència orgàsmica" de Reich.

#### Informe de Masters i Johnson
Segons Masters i Johnson (1966) els processos fisiològics que intervenen en l'orgasme femení són anàlegs als observables en l'orgasme masculí, però la capacitat d'experimentar orgasmes múltiples en un lapse temporal limitat és superior en la dona mitjana que en l'home mitjà. Masters i Johnson van investigar l'orgasme humà en la dècada del 1960 i van crear el terme del cicle de la resposta sexual humana. En la investigació es va recórrer a persones que van acceptar practicar el coit i altres estimulacions sexuals en condicions de laboratori. Per tant, és qüestionada la representativitat de l'estudi, ja que es tractava de persones amb un alt interès en la sexualitat i poca vergonya al respecte. Masters i Johnson van concloure que existia en l'humà una permanent tensió sexual, que només havia de ser estimulada per arribar a l'orgasme. Avui la majoria dels científics ja no concorda amb aquesta tesi, argumentant que la sexualitat humana no es pot reduir al fet d'aconseguir l'orgasme.

### Estudis recents
Des del conegut informe Kinsey dels anys 50 han estat nombroses les enquestes i els estudis empírics sobre la conducta sexual en general i la relació de les persones amb l'orgasme en particular.
- L'any 2004, una enquesta alemanya va revelar que la majoria de les dones no distingien orgasmes "clitoridis" d'orgasmes "vaginals", només esmentaven diferències respecte al tipus d'estimulació, però no respecte a la vivència de l'orgasme. Això va d'acord amb estudis recents que tots els orgasmes són produïts pel clítoris.[81]
- Un estudi publicat l'11 de juny de 2005 a la revista New Scientist va revelar que probablement la capacitat femenina d'arribar a l'orgasme és influïda pels gens. Les enquestades havien estat bessones, i es va trobar una important correlació en les parelles de germanes respecte a la seva capacitat d'aconseguir orgasmes per mitjà del coit i per mitjà de la masturbació.[82]